# Думчев, Константин Михайлович
Константин Михайлович Ду́мчев (1879—1948) — русский музыкант, скрипач-виртуоз.
Был почётным членом «Улеаборгского музыкального общества». В 1890 году за концерты в Петербурге он был удостоен знака Золотой лиры от «Петербургского музыкального общества»; позднее получил бриллиантовую лиру от музыкального общества в Гельсингфорсе.

## Биография
Родился 11 октября 1879 года в Новочеркасске, Область Войска Донского. Его отец — Михаил Фирсович был большим любителем музыки, передав эту любовь сыну.
С пяти лет Константин начал обучаться игре на скрипке. В восемь лет он исполнил свой первый концерт, с девяти лет дирижировал симфоническим концертом в Екатеринодаре. До революции он проявил себя как виртуозный музыкант-исполнитель. В 1889 году дал первое концертное турне Кости Думчева по России (Петербург, Москва, Харьков, Киев, Саратов и другие города), а затем совершил концертная поездка по городам Сибири. Завершением турне явились выступления в Китае, Японии и Америке. 24 апреля 1893 года Думчев давал концерт царской семье в Ливадии. Константин Думчев был лично знаком с Чайковским, который подарил ему в 1893 году в Одессе скрипку работы итальянского мастера Санто-Серафино.
В период с 1894 по 1900 годы скрипач не гастролировал. В это время занимался изучением музыки и общеобразовательных дисциплин в Петербургской консерватории, затем — у скрипача Сезара Томсона. В 1900 году решил продолжить своё образование в Московской консерватории в классе И. В. Гржимали. Окончил консерваторию в 1902 году с золотой медалью и занесением имени на Доску почёта.
Константин Думчев проявил себя и как композитор. В годы обучения в Петербургской консерватории он изучал гармонию под руководством А. К. Лядова. Думчев — автор около 50 произведений, среди которых два концерта, две сюиты, три мазурки, каприччио, вариации на тему песни «Ехал казак за Дунай», две испанские серенады, несколько ноктюрнов и ряд небольших скрипичных произведений.
После Октябрьской революции Думчев посвятил себя преподавательской и общественной деятельности в родном городе. В дни Великой Отечественной войны выступал в госпиталях.
Надежда Фёдоровна Середина, работавшая в Новочеркасской ДМШ (ныне— ДМШ им. П. И. Чайковского), была концертмейстером в классе у Думчева. Она стала известной преподавательницей и концертмейстером, в её честь проводится конкурс пианистов (школьный и региональный). Сейчас в ДМШ Чайковского продолжает работать её дочь, Ольга Давыдовна Середина.
Умер 24 ноября 1948 года в Новочеркасске. Был похоронен на Городском кладбище. На пьедестале надгробия надпись: «Скрипач-виртуоз Константин Михайлович Думчев. 1879 11/Х — 1948 24/XI».

## Память
- Имя Константина Думчева увековечено в Новочеркасске мемориальной доской на доме № 100 по Александровской улице, где он жил многие годы до своей смерти. Доска была установлена в 1967 году, её текст гласил: «Здесь жил уроженец Новочеркасска скрипач-виртуоз Константин Михайлович Думчев (1879—1948 гг.)».[3]
- В Ростове его именем назван переулок.[4]